# Милион
Милион (1.000.000 или 106), или хиљаду хиљада је природан број, следбеник броја 999.999 и претходник од 1.000.001.

## Порекло имена
Назив милион је италијанског порекла, од речи milione, у значењу велика хиљада. Друга основа је латинска реч millio, у значењу „хиљаду хиљада“.

## Начин приказа
У математици се број 1.000.000 1000000 може написати као:
- 1.000.000
- 1 × 106
- 106
- 1 E+6
- 26 * 56

## Примери
Физичке величине се исто могу изразити и користећи префикс мега, као јединицу Међународног система јединица. На пример, 1 мегават има 1.000.000 вати.